# Tovéř
Tovéř (en allemand : Towersch) est une commune du district et de la région d'Olomouc, en République tchèque. Sa population s'élevait à 658 habitants en 2023.

## Géographie
Tovéř se trouve à 8 km au nord-est du centre d'Olomouc et à 213 km à l'est-sud-est de Prague.
La commune est limitée par Dolany au nord, par Samotišky au sud et par Olomouc à l'est et à l'ouest.

## Histoire
La première mention écrite de la localité date de 1203.

## Transports
Par la route, Tovéř se trouve à 7,8 km d'Olomouc et à 250 km de Prague.